# Ара Прекрасный

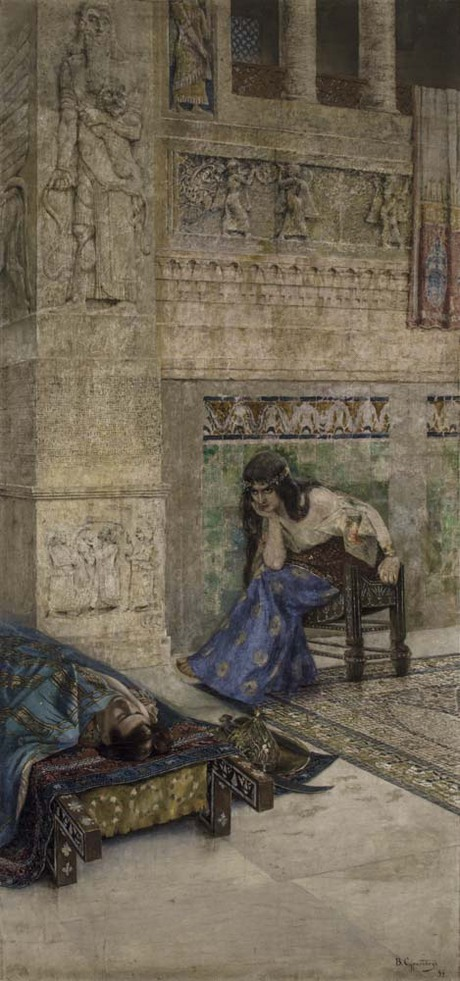
«Шамирам и Ара Прекрасный». Вардкес Суренянц

Ара́ Прекра́сный (Ара́ Гехеци́к, арм. Արա Գեղեցիկ) — легендарный армянский царь, о котором рассказал армянский историограф V века Мовсес Хоренаци в своей книге «История Армении». Образ Ары Прекрасного оказал значительное влияние на армянское искусство и литературу, вдохновив многих армянских писателей и художников на создание ряда произведений, таких как трагедия Наири Зарьяна «Ара Прекрасный».

## Происхождение имени
Этимология имени Ара (также арм. Արայ, Арай) неясна, но оно фонологически похоже на армянские производные от пра-и.е. *h₂nḗr, такие как ayr 'человек'; некоторые производные этого корня начинаются с ar-, как ari 'храбрый'. Герой народной сказки Ари-Арманели считается версией Ары Прекрасного. Имя сравнивали с именами греческого бога войны Ареса; персонажа Авесты Ара; восточнославянского ритуального персонажа Ярилы; персонажа рассказа из «Государства» Платона — Эра, который вернулся из мира мёртвых. Армянские топонимические легенды связывают с именем Ары названия горы Арарат, провинции Айрарат, и горы Арагац.

## Легенда об Аре Прекрасном и Шамирам
Семирамида (по-армянски называемая Шамирам), наслышанная о красоте армянского царя, отправила ему послание, в котором просила стать своим мужем и взойти на царство, стремясь объединить две державы. Однако вернувшиеся послы передали царице унизивший её отказ армянского царя. Шамирам воспылала ненавистью к Аре, собрала войско и напала на Армению. Несмотря на приказ взять Ару живым, ассирийцы смертельно ранили его в кровопролитном сражении у склона горы, называвшейся Араи-лер (гора Ара). На том же месте, согласно преданию, впоследствии было основано село, называемое Араи-гюх (село Ара).
Шамирам послала за телом Ары мародёров, которые принесли умиравшего царя в её шатёр; там же он и скончался. Семирамида велела жрецу Мирасу воскресить царя, и тот, положив тело на вершине горы Аменпркич, стал вызывать собакоголовых духов-аралезов, которые оживляли умиравших воинов, зализывая им раны. Ара, несмотря на это, умер, и Шамирам, сбросив его тело в яму, пустила слух о том, что воскресила царя. Роль Ары исполнил один из любовников царицы. Армяне поверили её словам и прекратили боевые действия, после чего Семирамида покинула Армению, поверив словам Мираса, будто дух Ара взят богами на Кавказские горы и оттуда перенесётся в Вавилон к покорившей его сердце царице. Легенда об оживлении бога связана с холмом возле села Лезк (близ города Ван).

## Мифологический сюжет
Миф об Аре Прекрасном и Семирамиде как один из множества «бродячих сюжетов» схож с рассказами об Осирисе и Исиде, Таммузе и Иштар, Адонисе и Астарте, а Ара выступает в качестве божества умирающей и воскресающей природы. Возможно, в ранних версиях сюжета Ара Прекрасный воскресал, но с распространением христианства конец легенды менялся. По мнению С. Б. Арутюняна миф об Аре Прекрасном лёг в основу легенды об Эре, изложенной Платоном в книге «Государство» (X, 614).
Аналогичными чертами угасающей и воскресающей природы наделён и внук Ара Прекрасного — «высокоодаренный и искуснейший в делах и речах Анушаван Сосанвер», как характеризует его Хоренаци. Этимология прозвища говорит о том, что в армянском сознании он ассоциировался с вечной цикличностью возрождения флоры. Анушаван был посвящён платанам и считался духом священной платановой рощи близ столичного Армавира. К духу платана жрецы обращались, предсказывая будущее, по шелесту листвы и направлению её движения при дуновении ветра совершались гадания.

## Исторические параллели
Помимо мифологической стороны, легенда об Ара и Шамирам может отражать историческую реальность конфликтов между Ассирией и Урарту. Легендарная Шамирам/Семирамида основана на исторической ассирийской царице Шаммурамат, которая жила в IX веке до н. э. Учёные также отметили сходство между именами отца Ара Арама и урартского царя Араму. Дэвид Маршалл Лэнг предполагает, что Араме можно отождествить с Арой. М. Чахин предполагает, что Ара можно отождествить с Инушпуа, который упоминается однажды как сын и соправитель царя Менуа из Урарту. Однако исторические ассоциации легенды были расценены как более поздние наслоения на мифологическое ядро.
Историки склонны считать Ара Гехецик (Ару Прекрасного) реальным историческим лицом, так как царь Арам отождествляется с Араме Урартским, они также находят общие исторические параллели между Ара Гехецик и Ар-Гишти I Урартским, который во времена правления ассирийской царицы Шамирамовта /после смерти мужа, царя Шамши-Адада 5-го, она взяла на себя власть Ассирии/ командовал урартскими воинскими частями своего отца, царя Менуа. По старинному преданию, записанному М. Хоренаци, развратная и распутная Шамирам влюбляется в Ара Прекрасного и, будучи отвергнутой им, идет войной на Армению. В той войне верховный командующий армянской армии принц Ара Прекрасный был смертельно ранен и взят в плен отважной Шамирам, которая лечит армянского принца с помощью своих псоглавых духов-аралезов и жрецов- исцелителей и, опасаясь нового нападения армянского войска с целью мести, отправляет его, Ара Прекрасного, обратно (хотя М. Хоренаци говорит, что не верит в эту реальность, и Шамирам, вероятно, украсив вместо мертвого Ара одного из своих возлюбленных, вернула его, чтобы усмирить армянскую армию)․
Последовательность и хронологические неточности деятельности некоторых действующих лиц, включенных в «История Армении» М. Хоренаци, обусловлены главным образом (в период деятельности М. Хоренаци) отсутствием большого количества современных исторических и археологических сведений.
Помимо мифических трактовок, с научной точки зрения факт существования аралезев (на арм․ буквально означает: слизывающие кровь из ран) объясняется тем, что с древних времен человечеству известны антисептические или стерилизующие (то есть противовоспалительные) свойствами слюны животных, она также обладает способностью свертывать кровотечения. Поэтому во время военных действий широко применялась практика так называемого <аралеза> залечивания ран раненых воинов, которыми в основном были обученные для этой цели собаки, иногда и женщины.

## Генеалогия
В «Истории Армении» Мовсеса Хоренаци Ара Прекрасный представлен как сын Арама и потомок Айка, легендарного предка армян. Хоренаци пишет, что у Ары Прекрасного был сын по имени Кардос от его жены Нуард (Нвард). Позже Семирамида нарекла его Арой из-за своей любви к покойному Аре. Ара/Кардос, которому было двенадцать лет на момент смерти его отца, был назначен правителем Армении Семирамидой и позже погиб в войне против неё.
Предки Ары по мужской линии согласно Мовсесу Хоренаци:
- Айк
- Араманяк
- Арамаис
- Амасия
- Гегам
- Хармай
- Арам
- Ара Прекрасный

Согласно расчетам монаха-мхитариста Микаэла Чамчяна, Ара Прекрасный жил в XVIII столетии до Р. Х. (начал царствовать в 1769 г. до Р. Х.).

## В искусстве
Армянский литератор XIX века Амбарцум Арутюнович Чизмечян Ճիզմէճեան (псевдоним: Арменак Айкуни Արմենակ Հայկունի, 1835—1866) написал драму «Ара Гехецик».
В 1876 году венецианские армянские ученые монахи-мхитаристы опубликовали в армянском переводе исторический роман итальянского писателя Антона Барилли (Անտոն Պարրիլի) «Ара Гехецик».
Западноармянский поэт и писатель Гехам Гехак (Գեղամ-Գեղակ) в своем творчестве так же обращался к сюжету предания о Ара Прекрасном.
Армянский писатель и драматург Зорайр Халафян (1933—2008) — автор романа «Ара Гехецик и Шамирам».
Армянский писатель Наири Зарьян написал драму «Ара Прекрасный», театральная постановка которой пользуется успехом у зрителей.
Армянский кинорежиссер Сергей Параджанов на основе традиционного сюжета об Ара Гехецик и Шамирам в 1972 году написал сценарий фильма «Ара Прекрасный», который из-за противодействия внешней среды, не был реализован в кинопроизводстве.